# Bo Bichette
Pour les articles homonymes, voir Bichette.
Bo  Bichette, né le 5 mars 1998 à Orlando (Floride), est un joueur de baseball évoluant au poste d'arrêt-court pour les Blue Jays de Toronto de la Ligue majeure de baseball.

## Biographie
Bo Joseph Bichette naît le 5 mars 1998 à Orlando, en Floride. Il est le fils de Dante Bichette (en), lui aussi joueur de baseball, qui a évolué dans la Ligue majeure de 1988 à 2001.

## Carrière
Lors du repêchage 2016, les Blue Jays de Toronto sélectionnent Bo Bichette au deuxième tour. 
Il fait ses débuts en ligue majeure le 29 juillet 2019 face aux Royals de Kansas City et obtient son premier coup sûr le même jour. Il frappe son premier circuit deux jours plus tard contre les Royals. Il termine la saison avec une moyenne au bâton de ,311 et 11 circuits en 46 matchs.
En 2021, Bo Bichette participe pour la première fois au match des étoiles et termine la saison avec une moyenne au bâton de ,298, 29 circuits et 191 coups sûrs (meilleur total de la ligue Américaine) et termine 12e du vote du joueur par excellence de la ligue Américaine remporté par Shohei Ohtani. 
En 2022, il frappe de nouveau le plus grand nombre de coups sûrs de la ligue Américaine avec 189 et termine 11e du vote du joueur par excellence de la ligue Américaine remporté par Aaron Judge. En 2023, il participe pour la deuxième fois au match des étoiles et termine la saison avec une moyenne au bâton de ,306 et 20 circuits en 135 matchs.